# エイコサペンタエン酸
エイコサペンタエン酸（エイコサペンタエンさん、eicosapentaenoic acid、EPA）またはイコサペンタエン酸（icosapentaenoic acid）は、ω-3脂肪酸の一つ。必須脂肪酸。ごく稀にチムノドン酸（timnodonic acid）とも呼ばれる。5つのシス型二重結合をもつ20炭素のカルボン酸である。

## 機能
EPAは、プロスタグランジン、トロンボキサン-3、ロイコトリエン-5（すべてエイコサノイド）の前駆体であるω-3脂肪酸の多価不飽和脂肪酸の一つである。ω3系統もω6系統と同様にロイコトリエンなどの生理活性物質に変換される。しかしながら、ω6系統を材料にしたものに比較して生理活性が低い、あるいはないという特徴がある。生理活性が低いということで、過去、食用油脂から不要として除去されたこともある。しかし、生理活性の強いω6系統と競合することで、免疫や凝血反応、炎症などにおいて過剰な反応を抑えるということが明らかになった。いわばω6系統のブレーキ役であるといえる。実際にω3系統の脂肪酸の1つであるEPAで血小板凝集抑制作用があることが知られている。その裏返しとして、EPAの過剰な摂取により出血傾向が現れることが指摘されている。
ヒトを含む後生動物では、ω6不飽和脂肪酸及びω3不飽和脂肪酸は合成できない。後生動物ではΔ12-脂肪酸デサチュラーゼの経路が欠失したものと推測される。後生動物では植物・細菌により合成されたα-リノレン酸を摂取してΔ6-脂肪酸デサチュラーゼによりα-リノレン酸（ALA）のΔ6の位置に不飽和結合を作りエロンガーゼにより炭素2個伸張して20:4(n-3)のエイコサテトラエン酸を生成しΔ5-脂肪酸デサチュラーゼにより不飽和結合を増やして体内でEPAを合成するか、EPAを摂取するしかない。そのため、広義では後生動物にとってEPAはω-3脂肪酸の必須脂肪酸となる。
多くの動物は体内でα-リノレン酸を原料としてEPAやドコサヘキサエン酸 (DHA) を生産することができるが、α-リノレン酸からEPAやDHAに変換される割合は10%–15%程度である。

必須脂肪酸の代謝経路とエイコサノイドの形成

## 利用
医療用医薬品としては閉塞性動脈硬化症、高脂血症治療薬である。商品名としてはエパデール(持田製薬製造販売)・イコサペント酸エチル Ethyl eicosapentaenoic acid 粒状カプセルなどとして販売されている。ロトリガ(武田薬品工業製造販売)はEPAとDHAの合剤である。また健康食品にもDHAとともにサプリメントとして用いられている。

## 研究
基礎研究で脂質代謝、血液凝固異常の改善が認められた。1日4グラム以下のEPA、DHAの摂取により、LDLコレステロール値5%–10%、中性脂肪値が25%–30%低下した。神戸大学の研究では、1日2700ミリグラムのEPAを8週間投与することにより本態性高血圧患者の収縮期血圧が低下した。
また認知症患者への投与で認知機能の改善、手術前のアルギニンなどとの併用投与で、感染症予防、創傷の治癒促進の報告がされているが、確たる再現性は認められていない。
大規模臨床試験「JELIS」において、EPAは冠動脈疾患を有意に予防したと報告された。
EPAはHDLの酸化を抑制する。
また、EPAは機能不全なHDLを機能的なHDLへと変換する。
1970年代のデンマーク本土白人とグリーンランド島原住民イヌイットを比較したダイアベルグらの疫学研究で、イヌイットの心筋梗塞死亡率が著しく低いという報告が注目された。極端な肉食（アザラシ食）であるイヌイットの血中脂質レベルが低い結果や、EPAの豊富な食生活との関連が示された。その後、イヌイット、イヌイット(本土に移住)、白人の血中脂肪酸組成の詳細な分析の結果、血液中のEPAに特異な差があり心筋梗塞の予防への関与が結論づけられた。それ以降もEPAの様々な機能が解明され、現在では治療にも応用されている

## 存在
DHAは、脳内にもっとも豊富に存在する長鎖不飽和脂肪酸で、EPAは脳内にほとんど存在しない。これは投与されたEPAは脳内に移行したのち、速やかにDPAさらにはDHAに変換されるためである。他方、ラットの動物実験で脳のリン脂質においてDHAを摂食すると脳リン脂質中のDHAの割合は増加したが、DPA及びEPAは摂食しても脳のリン脂質脂肪酸組成にはほとんど影響を及ぼさなかったことから、DHAは血液脳関門を通過できるが、EPAを含めた他のω-3脂肪酸は血液脳関門を通過することができない可能性が示唆されている。
また、ヒトモデル細胞実験で各種脂肪酸によるDHA取り込みに対する阻害効果を検討した結果、リノール酸、アラキドン酸及びエイコサペンタエン酸（EPA）によって阻害され、オレイン酸によって阻害されなかった。従って、DHAは何らかの脂肪酸選択的な輸送機構を介して取り込まれることが示唆された。
脂肪酸は血液脳関門を通れないため、脳は通常、脳関門を通過できるグルコースをエネルギー源としている。グルコースが枯渇した場合、アセチルCoAから生成されたケトン体も例外的に血液脳関門を通過でき、血液脳関門通過後に再度アセチルCoAに戻されて、脳細胞のミトコンドリアのTCAサイクルでエネルギーとして利用される。

### 食品中での存在
EPAは、魚油食品、肝油、ニシン、サバ、サケ、イワシ、ナンキョクオキアミから得られる。魚介類100g中の主な脂肪酸については、魚介類の脂肪酸を参照のこと。また、母乳にも含まれている。
EPAは、マイクロアルジェに存在し商業用に開発されている。EPAは、ふつう高等植物では見られないが、スベリヒユで微量確認された。
商業ベースでは、「イマーク」(日本水産)や「エパデールT」(大正製薬)が健康食品・スイッチOTCとして発売されている。「エパデールS」(持田製薬)やその後発医薬品は医薬品であり、食品ではない。
エゴマ油、アマニ油などにはEPAではなくα-リノレン酸が含まれている。α-リノレン酸は、摂取後体内でEPAに変換される。上記の魚油がEPA製剤に用いられているが、魚類はEPAを体内で合成することはできず、魚油のEPAも元は植物プランクトン由来である。